# 蔣第
蔣第（？—？），字次竹，号问樵，直隶永平府卢龙县人。乾隆癸丑进士。

## 生平事迹
后官山东青州府同知。著有《楚游草》。
陶樑《國朝畿輔詩传》載蔣第詩一首：《送家我怀赴京兆试》
“袖里詩皆席上珍，满摧行卷踏缁尘。
如椽巨笔能扛鼎，若谷虚怀尚问津。
衣钵此生垂百感，云霄几辈出蓝人。
槐花柳汁须臾事，莫负青青两鬓春。”
單為鏓在《奉萱草堂所著書》也有记载与蔣第的诗文来往。

## 家庭成员
胞弟蔣策，嘉庆乙丑进士，四川嘉定府知府。